# Hochalmspitze
Hochalmspitze är ett berg i Österrike.   Det ligger i distriktet Spittal an der Drau och förbundslandet Kärnten, i den centrala delen av landet, 270 km sydväst om huvudstaden Wien. Toppen på Hochalmspitze är 3 360 meter över havet.
Terrängen runt Hochalmspitze är huvudsakligen bergig, men den allra närmaste omgivningen är kuperad. Hochalmspitze är den högsta punkten i trakten. Närmaste större samhälle är Bad Gastein, 17,9 km nordväst om Hochalmspitze. 
Trakten runt Hochalmspitze består i huvudsak av gräsmarker. Runt Hochalmspitze är det ganska glesbefolkat, med 29 invånare per kvadratkilometer.